# Micranellum oregonense
Micranellum oregonense är en snäckart. Micranellum oregonense ingår i släktet Micranellum och familjen Caecidae. Inga underarter finns listade i Catalogue of Life.